# Getal van Brinkman
Het getal van Brinkman ({\displaystyle Br}) is een dimensieloos getal dat de verhouding weergeeft tussen viskeuze opwarming en verspreiding door geleiding.
{\displaystyle Br={\eta v^{2} \over k\Delta T}}
Daarin is:
{\displaystyle \eta } de dynamische viscositeit [kg m−1 s−1]
{\displaystyle v} de snelheid [m s−1]
{\displaystyle k} de warmtegeleidingscoëfficiënt [W K−1 m−1]
{\displaystyle \Delta T} het temperatuursverschil [K]
Het getal is vernoemd naar Henri Brinkman (1908-1961).
Archimedes ·
Atwood ·
Bagnold ·
Bejan ·
Biot ·
Bond ·
Brinkman ·
capillair getal ·
Cauchy ·
Damköhler ·
Darcy ·
Dean ·
Deborah ·
Eckert ·
Ekman ·
Eötvös ·
Euler ·
Froude ·
Galilei ·
Graetz ·
Grashof ·
Görtler ·
Hagen ·
Iribarren ·
Keulegan-Carpenter ·
Knudsen ·
Laplace ·
Lewis ·
Mach ·
Marangoni ·
Morton ·
Nusselt ·
Ohnesorge ·
Péclet ·
Prandtl ·
Rayleigh ·
Reynolds ·
Richardson ·
Roshko ·
Rossby ·
Rouse ·
Schmidt ·
Sherwood ·
Shields ·
Stanton ·
Stokes ·
Strouhal ·
Stuart ·
Suratman ·
Taylor ·
Ursell ·
Weber ·
Weissenberg ·
Womersley